# زبان کنعانی
زبان کَنعانی (انگلیسی: Knaanic language) که به آن چکی-یهودی هم گفته می‌شود یک زبان منقرض‌شده از شاخه اسلاوی غربی بود که پیش از این در مناطق اسلاوهای غربی، به‌ویژه در سرزمین‌های چک‌زبان و برخی از مناطق لهستان امروزی بدان صحبت می‌شد.
زبان کنعانی در اواخر سده‌های میانه منقرض شد.
در گذشته به مناطق یهودی‌نشین خاور رود البه کنعان می‌گفتند و نام این زبان نیز از همین منطقه گرفته شده‌است. نام آن منطقه به نوبه خود به سرزمین قدیمی کنعان در خاورمیانه اشاره دارد.